# Княз на Великоморавия
Княз на Великоморавия е владетел управлявал Великоморавия:
- Моймир (833-846)
- Ростислав (846-870)
- Славомир (871)
- Святополк (871-894)
- Моймир II (894-906)